# Galaistès
Galaistès est un Grec antique, seul enfant connu du roi Amynandros d'Athamanie.

## Biographie
Il est peut-être le fils d'Apama de Mégalopolis, seule femme connue d'Amynandros,.
On connaît cette parenté grâce à un fragment de Diodore de Sicile. Il a vraisemblablement accompagné ses parents en exil à Ambracie au cours de la guerre antiochique, entre 191 et 189 av. J.-C.. Sa vie ne nous est connue que pour la période qui suit la bataille de Pydna, soit vingt ans après la disparition de son père dans les sources littéraires,,. On sait, par Diodore et quelques papyrus, qu'il rentre au service de Ptolémée VI Philométor après 168 av. J.-C. ; il commande l'armée lagide en Syrie contre Alexandre Balas en 150 et en 145 av. J.-C..
Tombé en disgrâce sous Ptolémée VIII, il fuit en Grèce pour y préparer un coup d'état contre le roi lagide. Son entreprise échoue et ses domaines, reçus de Ptolémée VI, lui sont confisqués.